# Le Voyage de Gulliver à Lilliput et chez les géants
Le Voyage de Gulliver à Lilliput et chez les Géants, estrenada als Estats Units com Gulliver's Travels Among the Lilliputians and the Giants i al Regne Unit com a Gulliver's Travels—In the land of the Lilliputians and the Giants, és un curtmetratge mut francès de 1902 dirigit per Georges Méliès, basat en la novel·la de Jonathan Swift de 1726 Els viatges de Gulliver.

## Producció
El mateix Méliès interpreta Gulliver a la pel·lícula. Les diferències visuals d'escala entre Gulliver i els països que visita es van crear mitjançant exposició múltiple i models en miniatura; Méliès utilitza escamoteig i un disseny d'exposició acurat per combinar els diferents elements i donar-los una sensació d'acció aparentment perfecta. Algunes escenes es van filmar a l'aire lliure, al jardí de Méliès a Montreuil (Sena Saint-Denis), perquè la càmera pogués estar prou allunyada dels liliputians per fer-los semblar petits.

## Estrena i llegat
Le Voyage de Gulliver à Lilliput et chez les géants va ser llançat per la Star Film Company de Méliès i està numerat del 426 al 429 als seus catàlegs. A principis de 1903, l'Edison Manufacturing Company va vendre còpies duplicades de Le Voyage de Gulliver à Lilliput et chez les géants, així com d'altres pel·lícules de Méliès Jeanne d'Arc i Robinson Crusoe, als Estats Units. Siegmund Lubin també va anunciar una pel·lícula Els viatges de Gulliver el 1903; pot haver estat un intent de Lubin d'aprofitar-se de la popularitat de la versió de Méliès.
El 1988, Jean-Pierre Mocky va dirigir Gulliver, un remake de tres minuts de la pel·lícula de Méliès, dins del programa de televisió de TF1 Méliès 88. Aleshores, la pel·lícula era una de les 158 pel·lícules de Méliès que es presumien perdudes, però de les que van sobreviure escenaris escrits; Mocky va basar el seu remake en l'escenari original de Méliès, però va utilitzar un estil i un to marcadament diferents de les obres de Méliès.
Una còpia de la pel·lícula colorada a plantilla fou trobada a la Cineteca di Milano. Es desconeix si Méliès va autoritzar la coloració, ja que el procés de la plantilla és molt inusual en la seva obra; normalment, les seves pel·lícules es van pintar utilitzant un mètode totalment a mà alçada supervisada per la colorista Elisabeth Thuillier.
Flicker Alley va llançar la pel·lícula en DVD als Estats Units el 2008.

## Recepció
Al seu estudi de les adaptacions cinematogràfiques de la literatura britànica, Gregory M. Colón Semenza i Robert J. Hasenfratz van anomenar Le Voyage de Gulliver à Lilliput et chez les géants una "pel·lícula magnífica" que "és molt visible per la pura invenció imaginativa i visual".